# 极刑谋杀
極刑謀殺（英語：Capital Murder）在大不列顛及北愛爾蘭聯合王國和愛爾蘭共和國一種法定的加重謀殺罪，後來在美國成為定義某種形式加重謀殺罪的法律規定。在美國的部分地區，該罪名仍然定義了行兇者有資格判處死刑的謀殺類別。 而在美國的部分司法管轄區中，例如加利福尼亞州，雖然保留了將死刑作為對謀殺的可能刑罰，但卻沒有專門制定或定義極刑謀殺的法規；相反，其他類型的謀殺也有可能被除以極刑。 因此在這些案例裡，“極刑謀殺”並不屬於法律術語，但依然有可能被媒體在報道中使用。

## 大不列顛島地區
在英國，“極刑謀殺”罪名是由《1957年兇殺法》第5條所定義。在此之前，所有的謀殺罪一旦定罪均會判處死刑；而《1957年兇殺法》將死刑限制在下列情形中：
1. 在盜竊進行或預謀中的謀殺；
2. 通過槍擊或製造爆炸而引發的謀殺；
3. 在抵抗、逃避或阻止合法逮捕過程中以及從合法監禁中逃脫和引發、協助該行為中的謀殺；
4. 針對執行公務的警務人員和協助執行公務的其他人員之謀殺；
5. 針對執行公務的獄警和協助其執行公務的其他人員之謀殺，且其在主動或參與謀殺時為囚犯。

除上述情形外，其餘謀殺罪名則會判處終身監禁。
但在《1965年謀殺（廢除死刑）法》的第1條中，極刑謀殺罪名被取消；此後所有謀殺罪均只判終身監禁。

## 愛爾蘭共和國
具體可見《1964年刑事司法法（Criminal Justice Act 1964）》第1(1)(b)條與第3條（目前上述兩條均已廢除），以及《1990年刑事司法法（Criminal Justice Act 1990）》第8條。

## 美利堅合眾國

### 司法含義
在美國，“極刑謀殺”這個法律術語只存在於8個州的司法系統裡；但是，美國聯邦政府及27個州政府均保留了死刑， 但它們對於可能判處死刑的謀殺行為均有各自的罪名。大部分州會使用“一級謀殺（First-Degree Murder）”這個罪名；其他一些州則會使用“加重謀殺（Aggravated Murder）”這個罪名，例如：紐約州、俄亥俄州、俄勒岡州、猶他州、佛蒙特州和弗吉尼亞州（自2021年開始）；而還有一些州則使用“謀殺（Murder）”這個罪名。使用“極刑謀殺”的7個州分別是：阿拉巴馬州、阿肯色州、加利福尼亞州、堪薩斯州、密西西比州、新罕布什爾州和德克薩斯州。喬治亞州則是使用“惡意謀殺（Malicious Murder）”這個罪名。
並非所有罪行在各州之間是平行的。在某些情況下，“一級謀殺”是個有著非常寬泛定義的罪行，它由多種情形定義，而只有少數情形是會被判處死刑的。而在其他司法管轄區內，會判處死刑的罪行有著非常嚴格的定義，通常會與其他類似罪行有所區別。
儘管具體的法律定於各不相同，但美國境內所指的“極刑謀殺”通常是涉及下列某項或某幾項情形的謀殺：
1. 警察、消防員、醫護人員及類似的公共安全專業人員在執行公務時被謀殺；
2. 在持械搶劫、綁架、縱火等暴力重罪過程中被謀殺；
3. 在遭受酷刑、強姦及性侵後被謀殺，特別是受害者為兒童時；
4. 多起連環謀殺行為；
5. 僱兇殺人；
6. 恐怖主義；
7. 因種族、國籍或所屬族群等原因被謀殺；
8. 罪案證人。

其他一些州在定義極刑謀殺或相似罪行時可能還包含其他因素。

### 相應刑罰
在美國，極刑謀殺定罪後不一定會判處死刑。在大部分州，法院在定罪後可以提供死刑或終身監禁的刑罰選擇；雖然在法律上不太可能，但仍有某些刑罰更輕的案例出現。根據各州的法律不同，死刑裁決可以用法官或陪審團決定。
而美國最高法院則對死刑判決做出了一定的限制，例如罹患精神疾病而無行為能力或犯罪時未滿18周歲的罪犯通常會被禁止判處死刑。